# 마투리디파
마투리디파(아랍어: الماتريدية al-Māturīdiyya[*])는 수니파 이슬람의 한 신학파로, 9~10세기의 하나피파 법학자 아부 만수르 알마투리디에서 이름이 유래한다. 아슈아리파, 아타리파와 함께 수니파 이슬람의 주요한 3가지 신조(عَقِيدَة, ʿaqīdah) 중 하나로, 하나피파의 법학파(مَذْهَب, madhhab) 내에서 우세하다.

## 같이 보기
- 아타리파
- 무으타질라파
- 이슬람 학파